# Мейська-Весь
Мейська-Весь (пол. Miejska Wieś, нім. Bürgerdorf) — село в Польщі, у гміні Єзьорани Ольштинського повіту Вармінсько-Мазурського воєводства.
Населення — 178 осіб (2011).
У 1975-1998 роках село належало до Ольштинського воєводства.

## Демографія
Демографічна структура станом на 31 березня 2011 року:
|          | Загалом | Допрацездатний вік | Працездатний вік | Постпрацездатний вік |
| -------- | ------- | ------------------ | ---------------- | -------------------- |
| Чоловіки | 90      | 17                 | 61               | 12                   |
| Жінки    | 88      | 17                 | 52               | 19                   |
| Разом    | 178     | 34                 | 113              | 31                   |